# Boeing 747-8
EI Boeing 747-8 es un avión comercial de fuselaje ancho desarrollado por la compañía estadounidense Boeing Commercial Airplanes. Anunciado oficialmente en 2005, el 747-8 es la sexta generación del Boeing 747. Se desarrolló a partir del Boeing 747-400, con fuselaje alargado en 5,65 metros, alas innovadoras y de eficiencia mejorada. En su versión de carga realizó el primer vuelo el 8 de febrero de 2010, y en la versión Intercontinental voló el 20 de marzo de 2011. El primer ejemplar de la versión de carga fue entregado en octubre de 2011 a a aerolínea de Luxemburgo, Cargolux y el modelo de pasajeros comenzó las entregas en 2012 , el mayor operador de Boeing 747-8 en la versión de pasajeros es Lufthansa y en la versión de carga el mayor operador es UPS Airlines
Es el avión comercial más grande construido en los Estados Unidos y segundo avión de pasajeros más largo del mundo, pues ya ha sido superado por el Boeing 777-9X.
Justamente esta versión carguera realizó el primer vuelo transatlántico con biocombustible, una mezcla de un 15 por ciento de biocombustible basado en camelina y un 85 por ciento de queroseno tradicional. La primera entrega del modelo de pasajeros se produjo en mayo del 2012 a la línea aérea alemana Lufthansa.

## Diseño

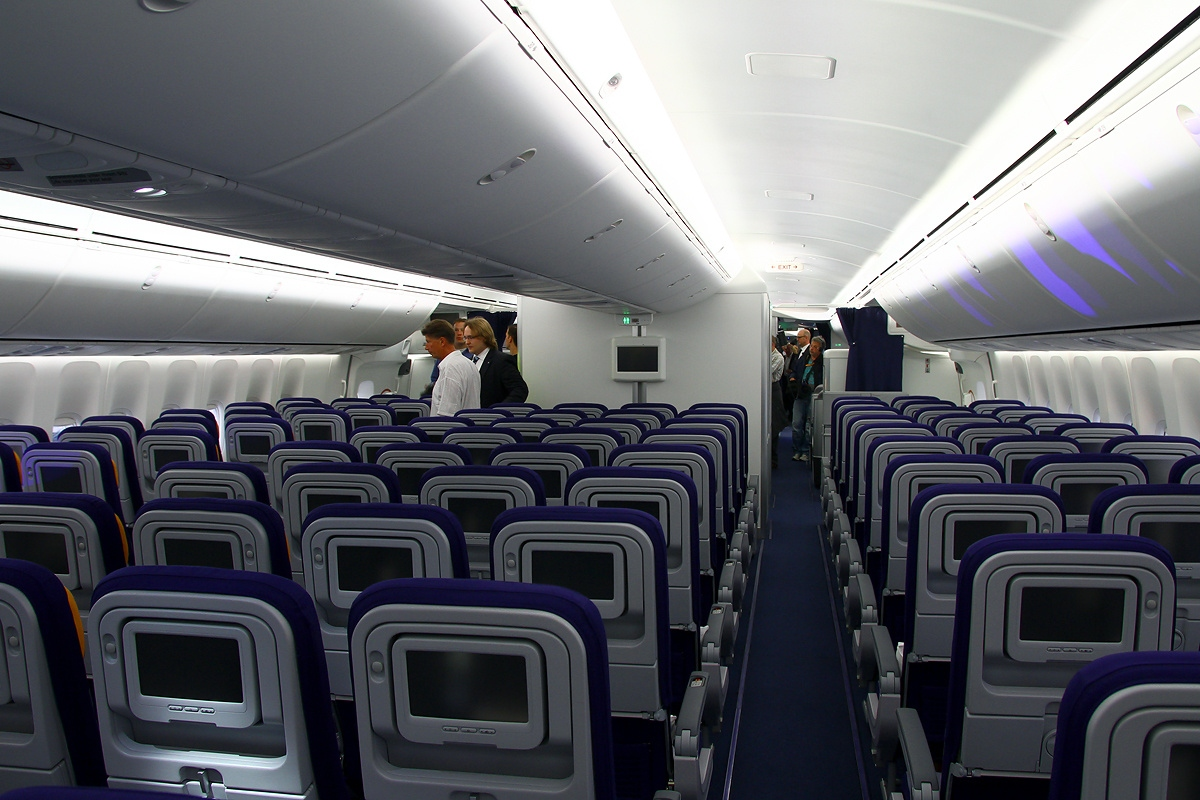
Cabina económica 3-4-3 de un 747-8I (ejemplo Lufthansa). El fuselaje es más estrecho que el de un A380.

El 747-8 es una evolución del Boeing 747-400 que saca partido de las mejoras tecnológicas y aerodinámicas disponibles en la actualidad. Las dos variantes del 747-8 tienen un fuselaje 5,6 metros más largo que el 747-400, midiendo 76,3 metros en total. Esto convierte al 747-8 en el segundo avión de pasajeros más largo del mundo, superando al Airbus A340-600 por 90 centímetros aproximadamente. Con un peso máximo al despegue de 447 toneladas, el 747-8 es el avión más pesado, ya sea comercial o militar, que se haya fabricado en los Estados Unidos.
En comparación con el 747-400, los principales cambios han tenido lugar en las alas, que se han rediseñado completamente. Para reducir costos se mantuvo la estructura básica de las alas y su configuración en flecha. Sin embargo las alas son más gruesas y profundas. El coeficiente de presión y el momento flector son distintos. El nuevo diseño de alas permite a la versión de pasajeros del 747-8 contener 242.470 litros de combustible, mientras que la versión de carga puede contener 229.980 litros. Puesto que la longitud de las alas se ha incrementado, este avión, al igual que el Airbus A380, debe operar en aeropuertos categoría F en vez de categoría E. Las nuevas alas tienen un flap de ranurado simple exterior y flaps interiores ranurados dobles.
Las alas no usan winglets en sus puntas como en el 747-400, sino que éstas tienen forma de raked wingtip similares a las que se usan en los aviones Boeing 767-400, 777-200LR, 777-300ER y 787-8-9-10
Estas estructuras en la punta de las alas permiten reducir los vórtices que se forman en los bordes laterales de las alas. De esta forma se mitigan las turbulencias que deja atrás el avión a su paso, a la vez de reducir la resistencia aerodinámica. Todo esto trae como consecuencia una mejora de la eficiencia en el consumo de combustible.
EL 747-8 también introduce la tecnología fly-by-wire en la mayoría de los controles laterales.
La capacidad extra de los depósitos de combustible en las alas sobre la que tiene el 747-400 elimina la necesidad de cambiar el estabilizador horizontal para almacenar combustible auxiliar, lo que también ahorra costos. El estabilizador vertical permanece sin cambios importantes con una altura de 19,35 metros. El timón inferior ha cambiado de un modelo junta única a uno con dos juntas para incrementar su efecto en caso de que fallen dos motores del mismo lado a la vez. Para reducir peso, el fuselaje del 747-8 utiliza algo de fibra de carbono. Sin embargo, los cambios estructurales son más bien evolutivos y no revolucionarios en relación con el 747-400.
El único motor disponible para el 747-8 es el General Electric GEnx, uno de los dos motores que puede llevar el Boeing 787.

## Componentes

### Electrónica
| Sistema               | País                      | Fabricante           | Notas      |
| --------------------- | ------------------------- | -------------------- | ---------- |
| Red de datos          |                           |                      | ARINC 429  |
| Sensores AoA          | Bandera de Estados Unidos | Goodrich Corporation | 2          |
| TAWS                  | Bandera de Estados Unidos | Honeywell            | EGPWS      |
| RAAS (opción 2004)    | Bandera de Estados Unidos | Honeywell            | EGPWS      |
| SmartLanding (opción) | Bandera de Estados Unidos | Honeywell            | EGPWS MK V |
| SmartRunway (opción)  | Bandera de Estados Unidos | Honeywell            | EGPWS MK V |
| Transpondedor         | Bandera de Estados Unidos | Rockwell Collins     | TPR-901    |

## Variantes

### 747-8F
"Freighter". Versión carguero.

### 747-8i
"Intercontinental". Versión de pasajeros.

### VC-25B
Futuro Air Force One. Basado en la versión intercontinental.

## Operadores
1. UPS Airlines: 28[13]
2. Lufthansa: 19[14]
3. Korean Air: 16[15]
4. Cargolux: 14[16]
5. Cathay Pacific: 14[17]
6. AirBridge Cargo: 12[18]
7. Atlas Air: 9[19]

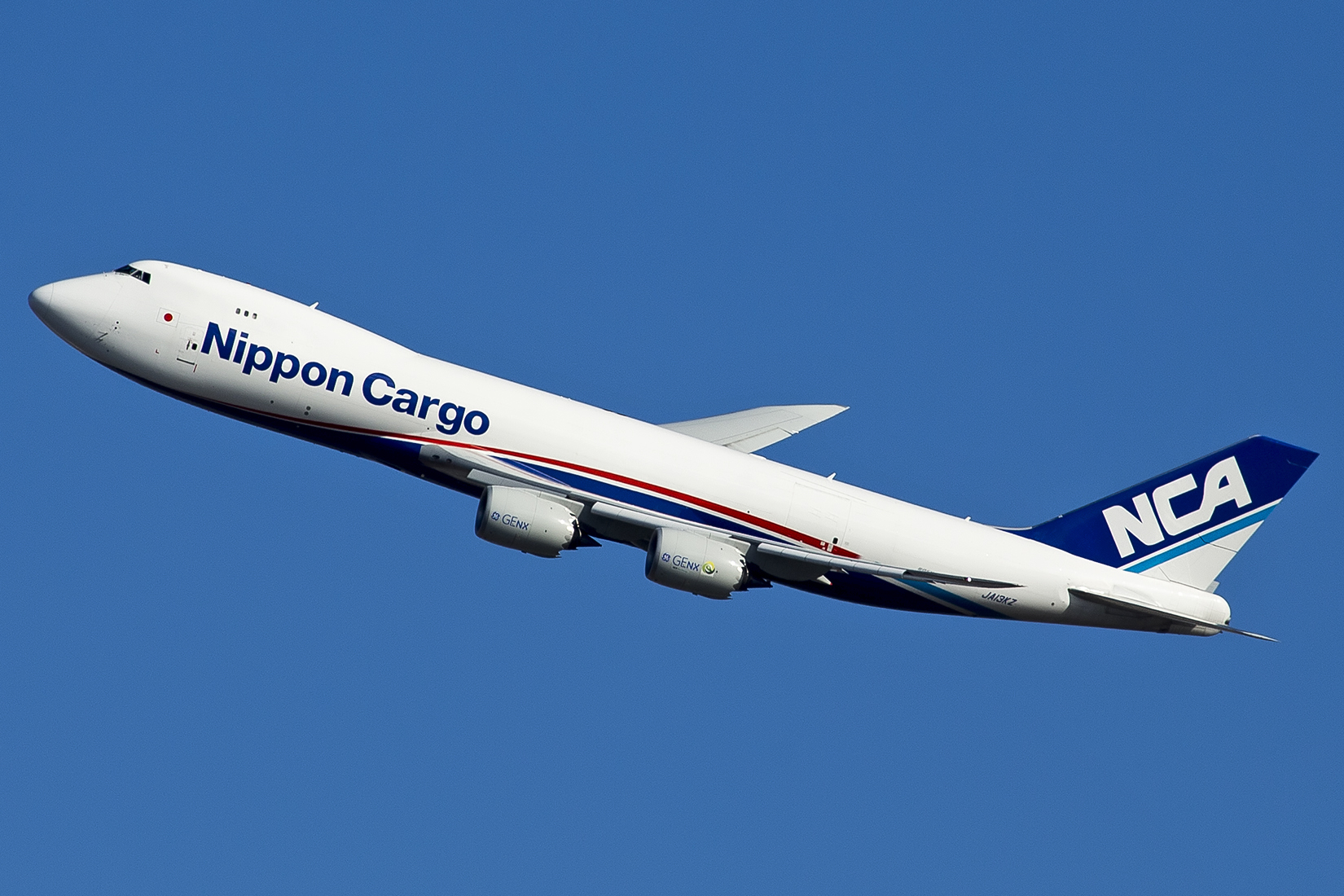
747-8F de Nippon Cargo Airlines en el aeropuerto JFK en 2013

8. Nippon Cargo Airlines: 8
9. Air China: 7[20]
10. Polar Air Cargo: 6[21]
11. Silk Way West Airlines: 5[22]
12. Air Belgium: 2[23]
13. Hongyuan Group: 2[24]
14. Qatar Airways: 2[25]
15. Apex Logistics: 1[26]
16. Kuehne+Nagel: 1[27]

### Antiguos operadores

#### Asia
Arabia Saudita
- Saudia (2)[28]

 EAU
- Etihad Airways (1)[29]

## Pedidos y entregas
A partir de diciembre del 2017 el 747-8 en todas sus variantes acumulaba un histórico de 136 pedidos confirmados: 89 de la versión de carga y 47 de la versión para pasajeros.
La empresa UPS Arlines en el marco de la celebración de su 30 aniversario anuncio la intención de sumar 14 747-8 F a su flota, lo que la aumentaría a un total de 28 encargos, contando con los 14 ya pedidos en el 2016.
|          |        | 2005 | 2006 | 2007 | 2008 | 2009 | 2010 | 2011 | 2012 | 2013 | 2014 | 2015 | 2016 | 2017 | Total |
| Pedidos  |        | 18   | 41   | 20   | 2    | 5    | 1    | 5    | 7    | 17   | 2    | 2    | 18   | -2   | 136   |
| Entregas | 747-8I | –    | –    | –    | –    | –    | –    | –    | 12   | 5    | 10   | 11   | 3    | 5    | 46    |
| Entregas | 747-8F | –    | –    | –    | –    | –    | –    | 9    | 19   | 19   | 9    | 7    | 6    | 9    | 78    |
| Entregas | Total  | –    | –    | –    | –    | –    | –    | 9    | 31   | 24   | 19   | 18   | 9    | 14   | 124   |

| Fecha del primer pedido  | Cliente                 | 747‑8I pedidos | 747‑8F pedidos | Entregas |
| ------------------------ | ----------------------- | -------------- | -------------- | -------- |
| 15 de noviembre de 2005  | Cargolux Airlines       |                | 14             | 14       |
| 15 de noviembre de 2005  | Nippon Cargo Airlines   |                | 8              | 8        |
| 30 de mayo de 2006       | Business Jet / VIP      | 8              |                | 8        |
| 11 de septiembre de 2006 | Atlas Air               |                | 10             | 10       |
| 30 de noviembre de 2006  | Volga-Dnepr Airlines    |                | 5              | 5        |
| 6 de diciembre de 2006   | Lufthansa               | 19             |                | 19       |
| 28 de diciembre de 2006  | Korean Air Cargo        |                | 7              | 7        |
| 8 de noviembre de 2007   | Cathay Pacific Cargo    |                | 14             | 14       |
| 7 de diciembre de 2009   | Korean Air              | 10             |                | 10       |
| 11 de septiembre de 2012 | Air China               | 7              |                | 7        |
| 27 de noviembre de 2012  | Saudia Cargo            |                | 2              | 2        |
| 27 de noviembre de 2012  | Sin identificar         |                | 1              |          |
| 9 de julio de 2013       | Silk Way Airlines       |                | 5              | 5        |
| 10 de octubre de 2014    | AirBridgeCargo Airlines |                | 7              | 7        |
| 27 de octubre de 2016    | UPS Airlines            |                | 14             | 3        |
| 2 de marzo de 2017       | Qatar Airways Cargo     |                | 2              | 2        |
| 2 de marzo de 2017       | Sin identificar         | 1              |                | 1        |
| 7 de agosto de 2017      | US Air Force            | 2              |                | 2        |
| Totals                   |                         | 47             | 89             | 124      |
| Totals                   | 136                     |                |                | 124      |

Situación a 31 de diciembre de 2017
Pedidos y entregas del Boeing 747-8 (cumulativos, por año):

 Pedidos
 Entregas
Datos a septiembre de 2021

## Especificaciones

Comparación entre:
Airbus A380
Stratolaunch
Antonov An-225
Boeing 747-8
Hughes H-4

|                                             | 747-8I                                                | 747-8F                                                    |
| ------------------------------------------- | ----------------------------------------------------- | --------------------------------------------------------- |
| Tripulación                                 | Dos                                                   | Dos                                                       |
| Capacidad de pasajeros típica               | 467 (3 clases) 581 (2-clases)                         | N/DA                                                      |
| Longitud                                    | 76,4 m                                                | 76,4 m                                                    |
| Envergadura                                 | 68,5 m                                                | 68,5 m                                                    |
| Altura                                      | 19,6 m                                                | 19,6 m                                                    |
| Ancho de cabina                             | 6,10 m                                                | 6,10 m                                                    |
| Peso máximo de despegue                     | 447.696 kg                                            | 447.696 kg                                                |
| Peso máximo de aterrizaje                   | 309.000 kg                                            | 343.000 kg                                                |
| Capacidad máxima de combustible             | 242.470 l (64.055 galones USA)                        | 228.980 l (60.755 galones USA)                            |
| Velocidad de crucero a 35.000 ft (10.668 m) | Mach 0,855 (570 mph, 917 km/h)                        | Mach 0,845 (564 mph, 908 km/h)                            |
| Velocidad máxima a 35.000 ft (10.668 m)     | Mach 0,92 (614 mph, 988 km/h)                         | Mach 0,92 (614 mph, 988 km/h)                             |
| Alcance                                     | 8.000 nmi (15.000 km) con 467 pasajeros y tripulación | 4.475 nmi (8.288 km) con 295.800 lb (134.200 kg) de carga |
| Capacidad de carga (Volumen)                | 5.705 ft³ (161,5 m³)                                  | 30.177 ft³ (854,5 m³)                                     |
| Altitud máxima                              | 43.000 ft(13 000 m)                                   | 43.000 ft(13 000 m)                                       |
| Motores (4x)                                | General Electric GEnx                                 | General Electric GEnx                                     |
| Empuje unitario                             | 296 kN                                                | 296 kN                                                    |

## Incidentes
El 31 de julio de 2013, un AirBridge Cargo 747-8F experimentó formación de hielo en el núcleo del motor que causó el mal funcionamiento del motor y daños a tres motores cerca de Chengdú, República Popular China, mientras se dirigía a Hong Kong; el avión aterrizó de forma segura en su destino.
Boeing y General Electric están trabajando en cambios de software para mitigar los efectos de la formación de hielo en el núcleo del motor.
El 22 de julio de 2021 otro incidente fue  cuando a un Boeing 747-8F de UPS después de partir del aeropuerto de Hong Kong se le incendió un motor logrando volver al aeropuerto  de Hong Kong y aterrizar de manera segura sin daños ni heridos.

### Desarrollos relacionados
- Boeing 747
- Boeing 747-400

### Aeronaves similares
- Airbus A380

### Listas relacionadas
- Anexo:Aeronaves más grandes